# Michael Kjeldsen
Michael Kjeldsen (* 13. November 1962) ist ein ehemaliger dänischer Badmintonspieler.

## Karriere
Michael Kjeldsen wurde bei der Badminton-Weltmeisterschaft 1985 Dritter im Herrendoppel gemeinsam mit Mark Christiansen. Bei der Europameisterschaft ein Jahr später holten beide ebenfalls Bronze. Mit dem Team siegte Kjeldsen 1986 und 1988 bei der EM. 1988 holte er sich auch den Titel im Doppel mit Jens Peter Nierhoff. Er war des Weiteren unter anderem bei den Dutch Open, Chinese Taipei Open, Belgian International, Canadian Open und German Open erfolgreich.

## Sportliche Erfolge
| Saison    | Veranstaltung                                    | Disziplin    | Platz | Name |
| --------- | ------------------------------------------------ | ------------ | ----- | --- |
| 1974/1975 | Dänemark: Einzelmeisterschaften der Junioren U13 | Herreneinzel | 1     | Michael Kjeldsen, Skovlunde |
| 1975/1976 | Dänemark: Einzelmeisterschaften der Junioren U15 | Herreneinzel | 1     | Michael Kjeldsen, Skovlunde |
| 1976/1977 | Dänemark: Einzelmeisterschaften der Junioren U15 | Herreneinzel | 1     | Michael Kjeldsen, Skovlunde |
| 1976/1977 | Dänemark: Einzelmeisterschaften der Junioren U15 | Mixed        | 1     | Michael Kjeldsen / Annette Bernth, Skovlunde |
| 1977/1978 | Dänemark: Einzelmeisterschaften der Junioren U17 | Herreneinzel | 1     | Michael Kjeldsen, Skovlunde |
| 1980      | Nordische Juniorenmeisterschaften                | Herrendoppel | 1     | Mark Christiansen / Michael Kjeldsen |
| 1980      | Czechoslovakian International                    | Herreneinzel | 1     | Michael Kjeldsen |
| 1980/1981 | Dänemark: Einzelmeisterschaften der Junioren U19 | Herrendoppel | 1     | Michael Kjeldsen, Gentofte / Mark Christiansen, Triton |
| 1980/1981 | Dänemark: Einzelmeisterschaften der Junioren U19 | Herreneinzel | 1     | Michael Kjeldsen, Gentofte |
| 1981      | Junioren-Europameisterschaft                     | Herreneinzel | 1     | Michael Kjeldsen |
| 1981      | Nordische Juniorenmeisterschaften                | Herrendoppel | 1     | Mark Christiansen / Michael Kjeldsen |
| 1981      | Nordische Juniorenmeisterschaften                | Herreneinzel | 1     | Michael Kjeldsen |
| 1981      | Junioren-Europameisterschaft                     | Herrendoppel | 1     | Michael Kjeldsen / Mark Christiansen |
| 1983/1984 | Dänemark: Einzelmeisterschaft der Amateure       | Herrendoppel | 1     | Michael Kjeldsen, Gentofte BK / Mark Christiansen, Triton, Aalborg |
| 1984      | Dutch Open                                       | Herrendoppel | 1     | Mark Christiansen / Michael Kjeldsen |
| 1984      | German Open                                      | Herreneinzel | 1     | Michael Kjeldsen |
| 1984      | Canadian Open                                    | Herreneinzel | 1     | Michael Kjeldsen |
| 1984/1985 | Dänemark: Einzelmeisterschaften                  | Herrendoppel | 1     | Michael Kjeldsen, Gentofte BK / Mark Christiansen, Triton, Aalborg |
| 1985      | Dutch Open                                       | Herreneinzel | 1     | Michael Kjeldsen |
| 1985      | All England                                      | Herrendoppel | 2     | Mark Christiansen / Michael Kjeldsen |
| 1985      | Scottish Open                                    | Herrendoppel | 1     | Mark Christiansen / Michael Kjeldsen |
| 1985      | Weltmeisterschaft                                | Herrendoppel | 3     | Mark Christiansen / Michael Kjeldsen |
| 1985      | Thailand Open                                    | Herrendoppel | 2     | Michael Kjeldsen / Mark Christiansen |
| 1985/1986 | Dänemark: Einzelmeisterschaften                  | Herrendoppel | 1     | Michael Kjeldsen, Gentofte BK / Mark Christiansen, Triton, Aalborg |
| 1986      | Belgian International                            | Herrendoppel | 1     | Jens Peter Nierhoff / Michael Kjeldsen |
| 1986      | Europameisterschaft                              | Herrendoppel | 3     | Mark Christiansen / Michael Kjeldsen |
| 1986      | Europameisterschaft                              | Herreneinzel | 3     | Michael Kjeldsen |
| 1986      | Nordische Meisterschaften                        | Herreneinzel | 1     | Michael Kjeldsen |
| 1986      | Europameisterschaft                              | Mannschaft   | 1     | Dänemark (Morten Frost, Torben Carlsen, Michael Kjeldsen, Kirsten Larsen, Steen Fladberg, Jesper Helledie, Ib Frederiksen)                                                  |
| 1987      | Belgian International                            | Herrendoppel | 1     | Jens Peter Nierhoff / Michael Kjeldsen |
| 1987      | Weltmeisterschaft                                | Herrendoppel | 3     | Jens-Peter Nierhoff / Michael Kjeldsen |
| 1987      | Scottish Open                                    | Herrendoppel | 1     | Jens Peter Nierhoff / Michael Kjeldsen |
| 1987      | Nordische Meisterschaften                        | Herreneinzel | 1     | Michael Kjeldsen |
| 1987/1988 | Dänemark: Einzelmeisterschaften                  | Herreneinzel | 1     | Michael Kjeldsen, Triton Aalborg |
| 1987/1988 | Dänemark: Einzelmeisterschaften                  | Herrendoppel | 1     | Michael Kjeldsen, Triton, Aalborg / Jens Peter Nierhoff, Hvidovre BC |
| 1988      | Europameisterschaft                              | Herreneinzel | 3     | Michael Kjeldsen |
| 1988      | Europameisterschaft                              | Mannschaft   | 1     | Dänemark (Kirsten Larsen, Jens Peter Nierhoff, Michael Kjeldsen, Dorte Kjær, Nettie Nielsen, Steen Fladberg, Morten Frost, Christine Bostofte, Jan Paulsen, Henrik Svarrer) |
| 1988      | Dutch Open                                       | Herrendoppel | 1     | Jens Peter Nierhoff / Michael Kjeldsen |
| 1988      | Nordische Meisterschaften                        | Herrendoppel | 1     | Jens Peter Nierhoff / Michael Kjeldsen |
| 1988      | Europameisterschaft                              | Herrendoppel | 1     | Jens Peter Nierhoff / Michael Kjeldsen |
| 1988/1989 | Dänemark: Einzelmeisterschaften                  | Herrendoppel | 1     | Michael Kjeldsen, Skovshoved IF / Mark Christiansen, Triton, Aalborg |
| 1990      | Chinese Taipei Open                              | Herrendoppel | 1     | Mark Christiansen / Michael Kjeldsen |
| 1990      | All England                                      | Mixed        | 3     | Michael Kjeldsen / Dorte Kjær |